# Muara Sungai
Muara Sungai is een bestuurslaag in het regentschap Muara Enim van de provincie Zuid-Sumatra, Indonesië. Muara Sungai telt 621 inwoners (volkstelling 2010).